# Tankcsapda-diszkográfia
A Tankcsapda együttes diszkográfiája tizennégy stúdióalbumot, két koncertalbumot, négy válogatást és négy kislemezt tartalmaz. A zenekar első stúdiófelvételeit az 1989. novemberében készült Baj van!! demó tartalmazza.
Több albumuk arany- illetve platinalemez státuszt ért el Magyarországon. A Fonogram-díjkiosztón (korábban Arany Zsiráf-díj) 2001-ben az "Év hazai modern rock albuma" kategóriában és 2004-ben az "Év hazai rock albuma" kategóriában nyert a Tankcsapda az Agyarország illetve az Élni vagy égni albumokkal, 2005-ben pedig a Tankcsapdától az "Örökké tart" lett az "Év hazai dala".

## Stúdióalbumok
| Év   | Album                     | Információ                                                                                         | Eladási minősítések |
| ---- | ------------------------- | -------------------------------------------------------------------------------------------------- | ------------------- |
| 1990 | Punk & Roll               | - Megjelent: 1990. október 14. - Kiadó: Weast - Formátum: kazetta                                  | - aranylemez        |
| 1992 | A legjobb méreg           | - Megjelent: 1992. december 22. - Kiadó: Python Records - Formátum: kazetta                        | - aranylemez        |
| 1994 | Jönnek a férgek           | - Megjelent: 1994. március 1. - Kiadó: Rózsa Records - Formátum: CD, kazetta                       | - aranylemez        |
| 1995 | Az ember tervez           | - Megjelent: 1995. szeptember 7. - Kiadó: Rózsa Records/Warner Records - Formátum: CD, LP, kazetta | - aranylemez        |
| 1997 | Connektor :567:           | - Megjelent: 1997. szeptember 1. - Kiadó: Warner Records - Formátum: CD, kazetta                   | - aranylemez        |
| 1999 | Ha zajt akartok!          | - Megjelent: 1999. február 19. - Kiadó: Sony Music - Formátum: CD, kazetta                         | - aranylemez        |
| 2001 | Agyarország               | - Megjelent: 2001. február 20. - Kiadó: Sony Music - Formátum: CD, kazetta                         | - platinalemez      |
| 2002 | Baj van!!                 | - Megjelent: 2002. február 2. - Kiadó: Sony Music - Formátum: CD, kazetta                          | - aranylemez        |
| 2003 | Élni vagy égni            | - Megjelent: 2003. szeptember 29. - Kiadó: Sony Music - Formátum: CD, kazetta                      | - platinalemez      |
| 2006 | Mindenki vár valamit      | - Megjelent: 2006. április 24. - Kiadó: CLS Records - Formátum: CD, kazetta                        | - platinalemez      |
| 2009 | Minden jót                | - Megjelent: 2009. október 14. - Kiadó: Alexandra Records - Formátum: CD                           | - platinalemez      |
| 2012 | Rockmafia Debrecen        | - Megjelent: 2012. november 8. - Kiadó: Tankcsapda Music - Formátum: CD                            | - 5× platinalemez   |
| 2014 | Urai vagyunk a helyzetnek | - Megjelent: 2014. október 14. - Kiadó: Tankcsapda Music - Formátum: CD, LP                        | - 6× platinalemez   |
| 2019 | Liliput Hollywood         | - Megjelent: 2019. október 14. - Kiadó: TankMusic - Formátum: CD, USB                              | - 4× platinalemez   |

2000 előtti lemezeladási adatok nem elérhetőek a Mahasz Archiválva 2007. szeptember 21-i dátummal a Wayback Machine-ben online adatbázisában.
A korai albumok csak a 2013-as újrakiadásuk során érték el az arany- vagy platinalemez minősítéshez szükséges eladási példányszámokat.

## Koncertalbumok
| Év   | Album | Információ                                                                  | Eladási minősítések |
| ---- | --- | --------------------------------------------------------------------------- | ------------------- |
| 1996 | Eleven - Petőfi Csarnok, Budapest, 1994. december 21. - E-klub, Budapest, 1995. március 15. - Oláh Gábor utcai Sportcsarnok, Debrecen, 1995. december 29.                                      | - Megjelent: 1996. május 1. - Kiadó: Warner Records - Formátum: CD, kazetta |                     |
| 2007 | Elektromágnes - Kisstadion, Budapest, 2006. május 27. - Petőfi Csarnok, Budapest, 2006. december 15. - Főnix Csarnok, Debrecen, 2006. december 29. - Petőfi Csarnok, Budapest, 2007. május 19. | - Megjelent: 2007. november 9. - Kiadó: CLS Records - Formátum: CD          | aranylemez          |

2000 előtti lemezeladási adatok nem elérhetőek a Mahasz Archiválva 2007. szeptember 21-i dátummal a Wayback Machine-ben online adatbázisában.

## Válogatásalbumok
| Év   | Album            | Információ | Eladási minősítések |
| ---- | ---------------- | --- | ------------------- |
| 1999 | Tankológia       | - Tartalom: kiadatlan felvételek gyűjteménye, 1991-1999, plusz egy új dal - Megjelent: 1999. november 15. - Kiadó: Sony Music - Formátum: CD, kazetta       | aranylemez          |
| 2004 | A legjobb mérgek | - Tartalom: Best of 1989-2004, plusz két új dal - Megjelent: 2004. október 25. - Kiadó: Sony Music - Formátum: CD, kazetta                                  | platinalemez        |
| 2013 | Igazi hiénák     | - Tartalom: korábbi bónuszdalok gyűjteménye, plusz két új dal - Megjelent: 2013. november 11. - Kiadó: Tankcsapda Music - Formátum: CD                      | platinalemez        |
| 2016 | Dolgozzátok fel! | - Tartalom: dupla CD (Mások dalai tőlünk és A Mi Dalaink Másoktól) - Megjelent: 2016. november 22. - Kiadó: Tankcsapda Music - Formátum: dupla CD, letöltés | 6× platinalemez     |

## Középlemezek
| Év   | Album              | Információ                                                                                    |
| ---- | ------------------ | --------------------------------------------------------------------------------------------- |
| 1996 | ...'Cause for Sale | - Megjelent: 1996. november 15. - Kiadó: Rózsa Records/Warner Records - Formátum: CD, kazetta |

## Kislemezek
| Év   | Album               | Információ                                                                  |
| ---- | ------------------- | --------------------------------------------------------------------------- |
| 2000 | Ez az a ház         | - Megjelent: 2000. november 20. - Kiadó: Sony Music - Formátum: CD, kazetta |
| 2003 | Szextárgy           | - Megjelent: 2003. március 20. - Kiadó: Sony Music - Formátum: CD, kazetta  |
| 2016 | Alföldi gyerek      | - Megjelent: 2016. - Kiadó: Tankcsapda Music                                |
| 2018 | Vagyok olyan szemét | - Megjelent: 2018. - Kiadó: Tankcsapda Music                                |

### Promóciós kislemezek
Különböző cégek reklámkampányai keretében megjelent limitált példányszámú és korlátozott hozzáférésű multimédiás maxi CD-k.
| Év   | Album                | Információ                                                                         |
| ---- | -------------------- | ---------------------------------------------------------------------------------- |
| 2000 | Mennyország tourist  | - Megjelent: 2000. - Kiadó: Sony Music Entertainment (Hungary) Kft. - Formátum: CD |
| 2008 | Mire vagy kíváncsi?  | - Megjelent: 2008. november 15. - Kiadó: CLS Records - Formátum: CD                |
| 2009 | Köszönet, doktor     | - Megjelent: 2009. június 27. - Kiadó: CLS Records - Formátum: CD                  |
| 2012 | Hatalom nélküli rend | - Megjelent: 2012. június 29. - Kiadó: Tankcsapda Music - Formátum: CD             |
| 2014 | Köpök rátok          | - Megjelent: 2014. - Kiadó: Tankcsapda Music                                       |

## Videók
| Év   | Videó                                    | Információ |
| ---- | ---------------------------------------- | --- |
| 1996 | Tankcsapda '89-'96                       | - Tartalom: A zenekar története - Megjelent: 1996. november 15. - Kiadó: Rózsa Records - Formátum: VHS                                    |
| 2003 | Itt vannak a Tankok!!                    | - Tartalom: Turnéfilm - Megjelent: 2003. július 10. - Kiadó: Sony Music - Formátum: VHS, DVD                                              |
| 2004 | A legjobb mérgek                         | - Tartalom: Videóklip gyűjtemény 1989-2004 - Megjelent: 2004. október 25. - Kiadó: Sony Music - Formátum: VHS, DVD                        |
| 2004 | Viszlát Debrecenben!                     | - Tartalom: 2003. decemberi koncert, Debrecen - Megjelent: 2004. november 2. - Kiadó: DVD Magazin - Formátum: DVD                         |
| 2005 | Élő Főnix                                | - Tartalom: 2004. decemberi koncert, Debrecen - Megjelent: 2005. december 5. - Kiadó: CLS Records - Formátum: DVD+CD                      |
| 2009 | Élő Kisstadion                           | - Tartalom: 2006. májusi koncert, Budapest - Megjelent: 2009. november 26. - Kiadó: Rockinform Magazin Special - Formátum: DVD            |
| 2010 | Sziget 2009 – 20 éves jubileumi koncert  | - Tartalom: 2010. augusztusi koncert a Sziget Fesztiválon - Megjelent: 2010. szeptember 16. - Kiadó: Alexandra Records - Formátum: 2x DVD |
| 2014 | Örökké Tank / Három Rohadék Rockcsempész | - Tartalom: A zenekar történetét feldolgozó dokumentumfilm - Megjelent: 2014. december 20.                                                |
| 2017 | Aréna Koncert                            | - Tartalom: 2017. áprilisi koncert, Budapest - Megjelent: 2017. december 16. - Kiadó: Tankcsapda Music - Formátum: DVD                    |

## Mahasz és Fonogram referenciák
2000 előtti lemezeladási adatok nem elérhetőek a Mahasz Archiválva 2007. szeptember 21-i dátummal a Wayback Machine-ben online adatbázisában